# Stéphanie Rist
Pour les articles homonymes, voir Rist.
Stéphanie Rist, née le 6 août 1973 à Athis-Mons, est une médecin rhumatologue et femme politique française, membre de Renaissance. Elle est députée de la 1re circonscription du Loiret depuis le 21 juin 2017 et conseillère municipale d'Orléans depuis le 28 juin 2020.

## Biographie

### Jeunesse et études
Née le 6 août 1973 à Athis-Mons (Essonne), Stéphanie Rist est diplômée de la faculté de médecine de l'université de Tours en rhumatologie, après avoir effectué son début d'internat à Orléans. Elle est ultérieurement diplômée de l'Institut d'études politiques de Paris, où elle a suivi un master gestion et politique de santé.

### Parcours professionnel
Elle débute à l'hôpital Louis-Mourier situé à Colombes dans les Hauts-de-Seine, avant de devenir en 2005 médecin hospitalier rhumatologue au centre hospitalier régional d'Orléans, et évolue au poste de cheffe de service puis chef de pôle. Elle s'implique dans l’installation du nouvel hôpital d’Orléans et dans la mise en place du groupement hospitalier de territoire du Loiret, qui vise à améliorer l’offre de soins et la coordination des acteurs de santé sur un territoire.
En 2016, elle rejoint le mouvement politique La République en marche.

### Parcours politique

#### Députée
Elle est élue députée de la première circonscription du Loiret lors des élections législatives de 2017,, en obtenant 65,02 % des voix au second tour. Elle est initialement membre de la commission des Affaires culturelles et de l'Éducation à l'Assemblée nationale et intègre en 2018 la de la commission des Affaires sociales.
En février 2019 elle est nommée co-rapporteure du projet de loi relatif à l’organisation et à la transformation du système de santé.
En 2017, il est révélé qu’elle a perçu — légalement — plus de 22 000 euros d'avantages des laboratoires pharmaceutiques entre 2012 et 2016. Elle s'explique de ces différentes rémunérations et expose différentes garanties devant assurer son impartialité sur ce sujet, dont la renonciation aux prestations qui lui ont valu ces rémunérations et le refus de prendre part à des votes concernant les médicaments.
À la suite du Ségur de la santé annoncé par le gouvernement en juillet 2020, elle porte une première proposition de loi venant traduit un certain nombre de mesures législatives du plan. La loi n°2021-502  visant à améliorer le système de santé par la confiance et la simplification a été publiée au journal officiel de la République Française le 26 avril 2021.
La loi du 26 avril 2021 portant son nom, notamment l'article 33 de la loi Rist, plafonnant la rémunération des médecins intérimaires, est sujet à controverse avant et lors de son application en avril 2023, du fait de la fermeture partielle ou totale de lits ou services hospitaliers, malgré les promesses du ministère,.
Elle est réélue députée lors des élections législatives de 2022, en obtenant 57,21 % des voix au second tour.
Élue rapporteure générale de la commission des Affaires sociales à l'Assemblée nationale après sa réélection, elle porte une seconde proposition de loi sur l’« amélioration de l’accès aux soins par la confiance aux professionnels de santé » adoptée et publiée au journal officiel de la République Française le 19 mai 2023. Début 2023, elle est rapporteure générale du projet de loi rectificatif de la sécurité sociale 2023 qui recule l'âge de départ à la retraite de 62 à 64 ans.
Lors des élections législatives de 2024, elle est largement réélue face à la candidate RN Tiffanie Rabault, avec 67,68 % des voix. À la suite de cela, elle rejoint le groupe parlementaire "Ensemble pour la République" présidé par Gabriel ATTAL, elle en devient 1ère vice-présidente.
En avril 2025, en collaboration avec l'IGAS, elle remet un rapport sur la stratégie nationale de prise en charge de la ménopause.

#### Conseillère municipale d'Orléans
Lorsque La République en marche apporte son soutien officiel au maire sortant Olivier Carré (DVD) lors des élections municipales de 2020 à Orléans, Stéphanie Rist s'engage dans la campagne en seconde position sur la liste « Orléans naturellement avec Olivier Carré ». Après la victoire de Serge Grouard (LR) le 4 juillet 2020, elle est élue conseillère municipale d'Orléans et siège dans l'opposition.